# 威爾德山

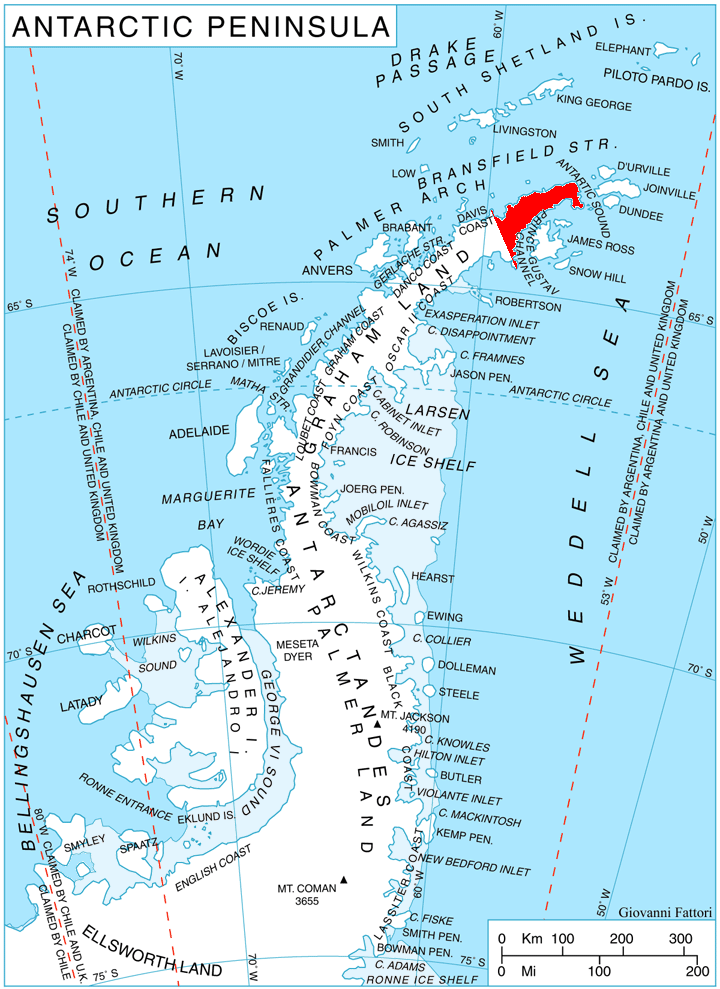

威爾德山（英語：Mount Wild）是南極洲的山峰，位於葛拉漢地的特里尼蒂半島，海拔高度945米，該山峰首次由英國探險隊被繪入地圖，現時由南極條約體系管理。

## 外部連結
- SCAR Composite Antarctic Gazetteer（页面存档备份，存于）.

64°12′S 58°53′W / 64.200°S 58.883°W